# Hünenburg (Bad Pyrmont)
Die Hünenburg ist die Ruine einer Höhenburg auf dem Königsberg bei dem Ortsteil Oesdorf der Stadt Bad Pyrmont im Landkreis Hameln-Pyrmont in Niedersachsen. Sie ist in den historischen Quellen nicht überliefert, ihre Erbauer sind unbekannt.
1910 wurden Mauerreste eines von Wällen und Gräben umgebenen Wohnturms freigelegt. Ausgrabungen von Scherben, Messern, Hufeisen, Nägeln und Sicheln lassen auf eine Gründung der sich nach Westen ausdehnenden Burganlage um 1100 schließen. Vermutlich ging die Burg am Ende des 12. Jahrhunderts durch einen Brand zugrunde.
Die Burg umfasst eine Fläche von ca. 50 × 30 m Größe auf einem Sporn des Königsberges. Die aus einem Graben mit Vorwall bestehende Befestigung weist im Süden eine Lücke auf. Im Osten der Anlage befindet sich ein Mottenhügel, in dem 1910 ein 9 × 9 m großer Wohnturm mit einer ungewöhnlich geringen Mauerstärke von nur 80 cm freigelegt wurde. Am Turmrest lassen sich ein Hocheingang und Schlitzfenster erkennen. Der Hügelfuß war mit einer 90 cm starken, gemörtelten Steinpackung eingefasst. Im Inneren des Turmes wurden ein Herd und Schwellen als Fundamente für Innenwände sowie weitere hölzerne Einbauten ergraben. Westlich des Turmes kamen Grubenhäuser von ca. 2 × 4 m Größe mit Herdstellen und Eingängen an den Schmalseiten zutage. Der Wohnturm wurde 1910 auf dem freigelegten Mauerwerk nach den Maßgaben der damaligen Burgenromantik aufgemauert.
Der Westen des Sporns wurde durch einen flachen Abschnittsgraben mit niedrigem, westlich dahinterliegenden Wall gesperrt.
Eine archäologische Untersuchung wurden 1910 von einem geschichtsinteressierten Bürger aus Pyrmont und von Otto Weerth aus Detmold vorgenommen. Sie ergab Funde aus der Zeit um 1100 bis in die 2. Hälfte des 12. Jahrhunderts.